# Ayman Kari
Ayman Kari (* 19. November 2004 in Ivry-sur-Seine, Département Val-de-Marne) ist ein französischer Fußballspieler. Er war französischer Nachwuchsnationalspieler.

## Karriere

### Verein
Ayman Kari wurde in Ivry-sur-Seine im Vorortgürtel von Paris geboren und spielte als Kind bei US Villejuif, bevor er in die Fußballschule von Paris Saint-Germain wechselte. Kurz vor Ende des Wintertransferfensters der Saison 2022/23 wechselte er auf Leihbasis zum FC Lorient. Am 30. April 2023 gab Kari im Alter von 18 Jahren beim 3:1-Auswärtssieg gegen seinen Stammklub Paris Saint-Germain sein Profidebüt in der Ligue 1.

### Nationalmannschaft
Ayman Kari gab am 11. November 2021 beim 3:0-Sieg im Testspiel in L’Aquila gegen Italien sein Debüt für die U18-Nationalmannschaft der „Equipe Tricolore“. Bis zu seinem altersbedingten Ausscheiden kam er zu vier Einsätzen. Seit November 2022 ist Kari U19-Nationalspieler Frankreichs.